# 桑田路
桑田路，是浙江省宁波市的一条道路，因成语沧海桑田而得名，其中甬江大道至江南路段称为桑田北路，兴宁路至长寿东路段称为桑田南路，起点位于甬江大道，终点位于长寿东路，南接长寿南路，其中百丈东路至兴宁路段通车时间不详，宁穿路至惊驾路段1998年通车:168，民安路至惊驾路段于2002年通车:334，通途路至民安路段于2004年通车:312，兴宁路至永达路段于2010年通车，通途路至江南路段、永达路至长寿东路段于2013年通车，甬江大道至江南路段于2019年通车，曙光北路至江南路段于2021年通车。

## 主要相交道路
- 桑田北路：
  - 甬江大道
  - 曙光北路
- 桑田路：
  - 江南路
  - 达升路
  - 通途路
  - 民安路
  - 惊驾路
  - 姚隘路
  - 宁穿路
  - 中山西路
  - 百丈东路
- 桑田南路：
  - 兴宁路
  - 星辰路
  - 永达路
  - 环城南路（地面道路）
  - 长寿东路
- 南接长寿南路